# Элпидин, Михаил Константинович
Михаил Константинович Элпидин (23 сентября 1835, Никольское, Казанская губерния — 17 февраля 1908, Женева) — российский и швейцарский революционер, книготорговец, видный деятель вольной русской печати, издатель журналов «Народное дело», «Общее дело» и «Община»; член Международного товарищества трудящихся, более известного как Первый интернационал.

## Биография
Михаил Элпидин родился 23 сентября 1835 года в селе Никольское Лаишевского уезда Казанской губернии Российской империи в семье местного дьякона. После окончания Чистопольского духовного училища служил в Казанском уездном суде.
В 1860 году он поступил в Императорский Казанский университет, где принимал активное участие в студенческом движении и революционных кружках, за что уже в следующем году был отчислен и выслан властями на малую родину.
В 1863 году Михаил Константинович Элпидин был привлечён к суду по делу о Казанском заговоре и приговорен к каторжным работам на два с половиной года (позднее Сенат увеличил срок до 5 лет). В 1865 году он совершил побег из тюрьмы и сумел добраться до Швейцарии, где и провёл остаток жизни.
В 1866 году в Женеве М. К. Элпидин основал русскую типографию, где издавал запрещенные царской цензурой произведения Николая Чернышевского, Михаила Салтыкова-Щедрина, Льва Толстого и ряд других книг, журналов и брошюр революционного содержания. В этот период Элпидин тесно сотрудничал с грузинским публицистом и просветителем Николаем Яковлевичем Николадзе. В 1881 году он открыл собственную книжную лавку, которая пользовалась большой популярностью у русских эмигрантов. Он был членом женевской секции Первого интернационала.
В 1885 году Элпидин был завербован Рачковским в агенты департамента полиции, но в 1900 году от его услуг отказались, потому что, не пользуясь доверием среди эмигрантов, не мог удовлетворить департамент полиции своими донесениями, не несущими стоящей информации. Не исключено, что Элпидин на самом деле нужной информацией обладал, но намеренно скрывал её, являясь своеобразным двойным агентом. Некоторые более поздние исторические исследования предполагают, что Элпидин использовал свой статус, чтобы дезориентировать и дезинформировать агентов охранки. В любом случае, деньги, выплаченные ему охранкой, он, судя по всему, направлял на издание революционной литературы ещё более быстрыми темпами, чем раньше.
Его перу принадлежит «Библиографический каталог. Профили редакторов и сотрудников», изданный в Женеве в 1906 году, который, согласно «КЛЭ», содержит «ценный материал для истории вольной рус. печати».
Михаил Константинович Элпидин умер 17 февраля 1908 года в Женеве.